# Birgitta Weizenegger

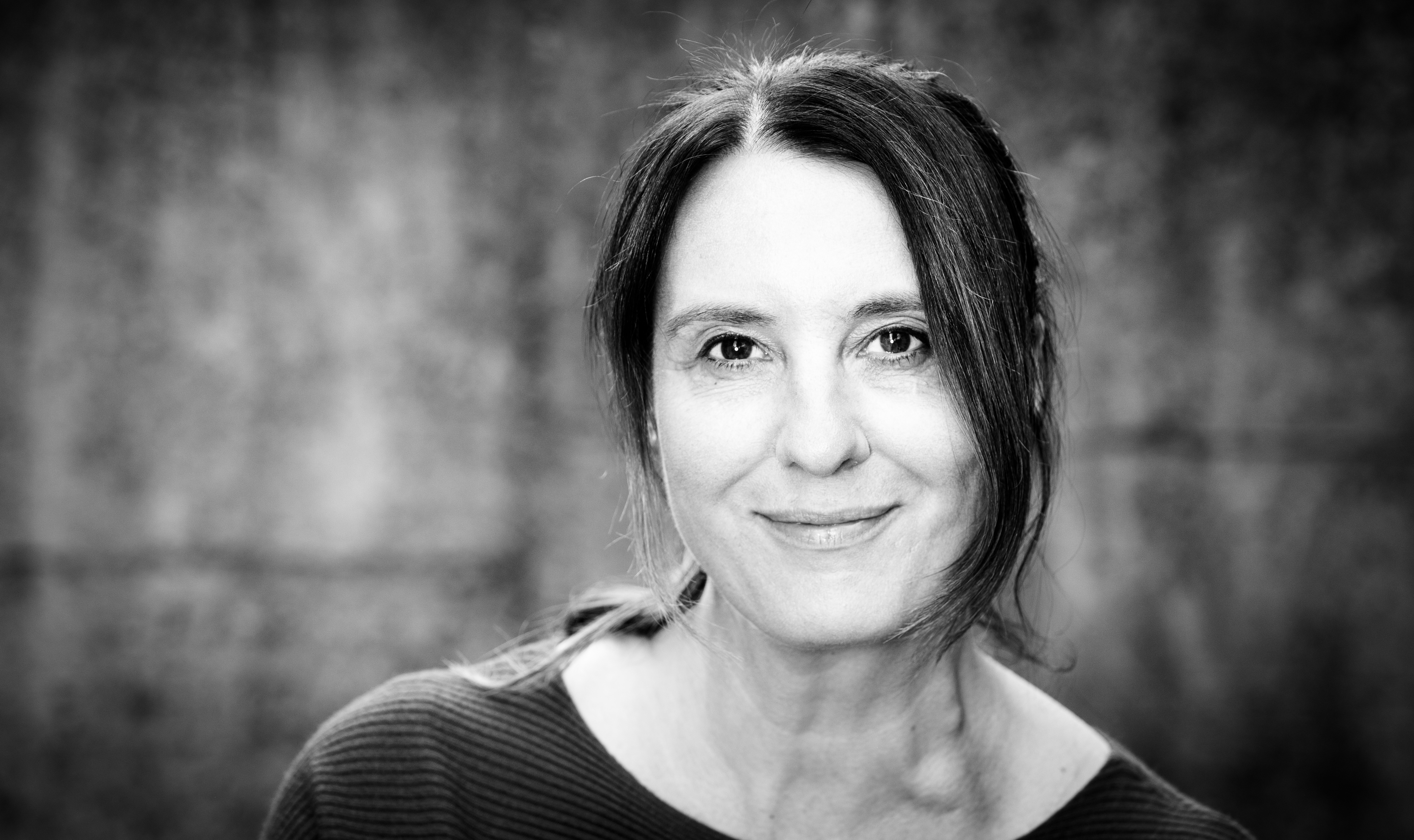
Birgitta Weizenegger (2019)

Birgitta Weizenegger (* 27. Juli 1970 in Oberstaufen, Bayern) ist eine deutsche Schauspielerin, Filmemacherin und Fotografin.

## Leben
Von 1991 bis 1994 absolvierte Birgitta Weizenegger eine Schauspielausbildung am Theater der Keller in Köln. Danach arbeitete sie als Darstellerin u.a am Schauspielhaus Düsseldorf, am Stadttheater Ingolstadt und bei der Neuen Schaubühne München, bevor sie im Dezember 1999 (Folge 731) in der Rolle der „Ines Krämer“ (später „Reitmaier“ und „Kling“), in der ARD-Fernsehserie Lindenstraße bekannt wurde. Diese Rolle spielte Weizenegger bis Januar 2011 (Folge 1311).
Neben der Arbeit als Schauspielerin ist Birgitta Weizenegger seit 2006 als Filmemacherin tätig. 2011 absolvierte sie eine einjährige Weiterbildung zur Produzentin im Kölner Filmhaus. Im Oktober 2013 debütierte sie mit ihrem Langfilm Herbstflattern auf den Internationalen Hofer Filmtagen, wo sie für den Millbrook Autorenpreis und den Neuen Deutschen Filmförderpreis nominiert wurde.
Im Jahr 2014 entdeckte Weizenegger die Fotokamera als neue Ausdrucksmöglichkeit ihres künstlerischen Schaffens. Seit 2017 ist sie auch als Porträt- und Theaterfotografin tätig. 
Birgitta Weizenegger ist Mitglied in der VG Wort, der VG-Bild Kunst und der GVL.

## Filmografie
- 1995: Unter uns (Fernsehserie, 3 Folgen)
- 1995: Stadtklinik (Fernsehserie, 1 Folge)
- 1995: Jede Menge Leben (Fernsehserie, 26 Folgen)
- 1996: Verbotene Liebe (Fernsehserie, 64 Folgen)
- 1996: SK-Babies (Fernsehserie, 1 Folge)
- 1997: Tatort: Brüder (Fernsehreihe)
- 1997: Kurklinik Rosenau (Fernsehserie, 1 Folge)
- 1998: Die Wache (Fernsehserie, 1 Folge)
- 1999: Höllische Nachbarn (Fernsehserie, 1 Folge)
- 1999: Moll (Kurzfilm)
- 1999–2011: Lindenstraße (Fernsehserie, 243 Folgen)
- 2000: Ehen vor Gericht (Fernsehserie, 1 Folge)
- 2006: Lebe mich (Kurzfilm): Buch, Regie, Produktion
- 2007: Evelyn (Kurzfilm): Buch, Regie Produktion
- 2008: Der arme Bub (Kurzfilm): Buch, Regie, Produktion
- 2012: SOKO Wismar (Fernsehserie, 1 Folge)
- 2013: Herbstflattern (Langfilm-Debüt), Deutschlandpremiere auf den 47. Internationalen Hofer Filmtagen Oktober 2013
- seit 2015: Diverse Dokus/Serien im Auftrag des MDR
- 2016: Staufner G’schichten (Doku, 25 min): Projektleitung
- 2018: Jubiläumsfilm Oberstaufen (Doku/Spielfilm, 60 min): Idee, Regie, Buch, Produktion – DVD-Vertrieb
- 2023: Hollenstein – Eine Annäherung (Kurzdoku über die Arbeit der Hollenstein-Biografin Nina Schedlmayer): Buch, Kamera, Regie, Produktion
- 2024: Die Theatermacherin aus dem Allgäu – Crescentia Dünßer: Buch, Kamera, Schnitt, Produktion
- 2025: Im Schatten der Bilder (Dokudrama, 92 min): Buch, Kamera, Schnitt, Produktion.